# Зураб Жванія
Зураб Віссаріонович Жванія (груз. ზურაბ ბესარიონის ძე ჟვანია Зураб Бесаріоніс дзе Жванія; нар. 9 грудня 1963 — 3 лютого 2005) — грузинський політик і громадський діяч. Прем'єр-міністр Грузії в 2003–2005. Залишався на посаді доки не загинув від отруєння чадним газом в своїх апартаментах.
У лютому 2004 року за пропозицією президента Саакашвілі Жванія був обраний прем'єр-міністром парламентом Грузії. Він очолював молодий реформістський кабінет із 15 членами із середнім віком 35 років. У своєму кабінеті Жванія вважався поміркованою противагою «радикальним» настроям президента Саакашвілі. Він також був ключовою фігурою в переговорах щодо сепаратистських республік Абхазія та Південна Осетія.